# Famous Department Store
Famous Department Store was een Amerikaanse warenhuisketen met het hoofdkantoor in Los Angeles.

## Geschiedenis
Famous Department Store vindt zijn oorsprong in Cal Hirsch & Sons Mercantile Co., dat werd opgericht in 1860 of 1871 in St. Louis. Het exploiteerde winkels waar dumpgoederen van het leger en de marine werden verkocht. Nadat het bedrijf in 1913 winkels in Los Angeles opende, werd daarna ook het hoofdkantoor verhuisd naar Los Angeles. 
Cal Hirsch & Sons exploiteerde tevens winkels onder de naam "Army and Navy Store" op South Main Street 526 en verhuisde vervolgens naar een grotere ruimte ernaast. In december 1916 werd het aangekondigd als de "grootste Army and Navy Store ter wereld" op South Main Street 530-532. In 1917 adverteerde het bedrijf met een filiaal in San Diego.

### Winkel op South Broadway in Los Angeles
In 1939 nam het bedrijf het leegstaande gebouw van Blackstone's Department Store aan South Broadway 901 in Los Angeles over (ontworpen door de architect John Parkinson en gebouwd in 1917). Het pand werd gerenoveerd en uitgebreid tot 8.400 m² verkoopruimte. De bestaande winkel aan South Main Street 530 bleef grotendeels als magazijn in gebruik. De nieuwe winkel op South Broadway verkocht kleding, meubels en accessoires voor mannen, vrouwen en kinderen, evenals schoenen, gordijnen, meubilair, vitrages, huishoudelijke artikelen en accessoires. Een hele verdieping was gewijd aan speelgoed. Er waren ook een schoonheidssalon en een lunchroom.

### Uitbreiding in Zuid-Californië

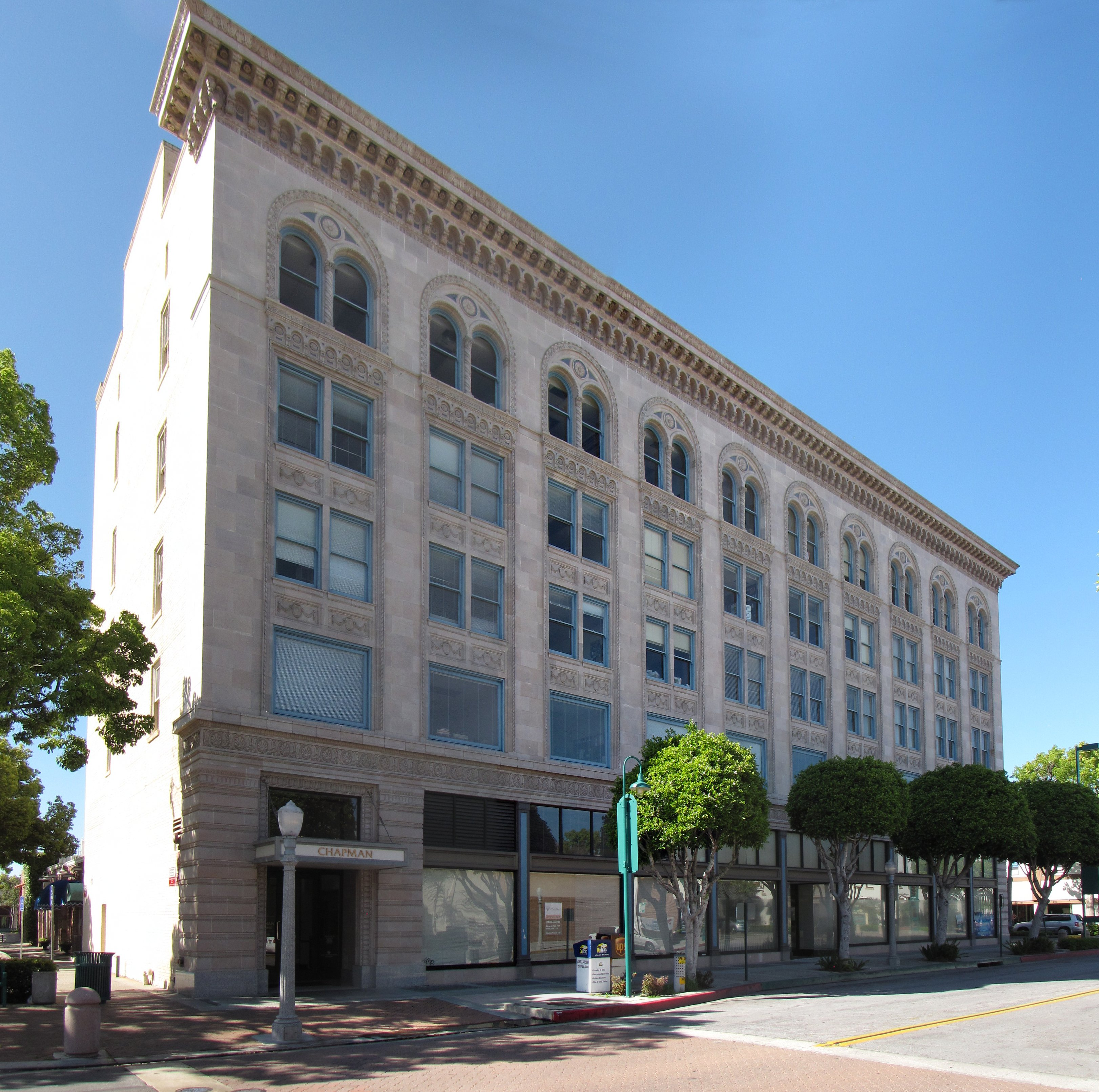
Chapman Building op East Wilshire 110 in Spadra (nu Harbor), waar de beroemde Fullerton-winkel in 1937 werd geopend

Morgan, Walls & Clements ontwierpen een art-decogebouw voor Famous op Pine Street in het centrum van Long Beach, dat in 1929 werd geopend. 

### Verkoop
In 1950 werden de winkels verkocht aan J.J. Sugarman Co., een investeringsmaatschappij uit Los Angeles voor een geschat bedrag van $ 3,5 miljoen. Het werd door de Los Angeles Times omschreven als "een van de grootste commerciële verkopen van zijn soort in de afgelopen jaren in Californië". De keten bestond destijds uit acht winkels. 
In 1962 stopte de reclame voor Famous Department Stores.

## Voormalige filialen
| Jaar van opening | Stad/gebied                                                              | Bijzonderheden |
| ---------------- | ------------------------------------------------------------------------ | --- |
| 1913             | Centrum van Los Angeles, South Main Street 530                           | Hoofdwinkel tot 1939, totdat het werd omgedoopt tot Famous Army and Navy store                                                                                      |
| 1917             | San Diego                                                                | Filiaal van Army and Navy Store |
| 1929             | Centrum van Long Beach, Pine op 6th                                      | 2 verdiepingen en kelder, oppervlakte 2.800 m² Gerealiseerd in 1929 voor $ 350.000. Pand in art decostijl naar ontwerp van de architecten Morgan, Walls en Clements |
| 1926             | Glendale, Brand at Harvard                                               | |
| 1932             | Santa Ana, 4th en Bush                                                   | |
| 1933             | Pasadena, East Colorado Boulevard 268                                    | Geopend op 7 september 1933 |
| 1935             | Fresno, Fulton in Tulare in het voormalige gebouw van Radin & Kamp       | 5 verdiepingen met een oppervlakte van 9.300 m². Geopend in november 1935. De kosten bedroegen $ 750.000.                                                           |
| 1937             | Fullerton, Spadra in Wilshire                                            | |
| 1939             | Downtown Los Angeles, South Broadway 901                                 | Nieuwe vlaggenschipwinkel |
| 1948             | Porterville, Tulare Co., Main Street tussen Putnam Street en Mill Street | Geopend in mei 1948 |
| 1948             | San Bernardino, East Street 393                                          | Geopend op 17 december 1948 |

## Varia
- De Famous Department Store dient niet te worden verward met de "Famous Clothing Store", de voorloper van Famous-Barr en May Department Stores Co.)